# Danh sách giám mục người Việt nghỉ hưu
Giáo hội Công giáo Việt Nam hiện có 19 giám mục nghỉ hưu (18 trong nước và 1 hải ngoại), trong đó vị cao tuổi nhất là Hồng y Gioan Baotixita Phạm Minh Mẫn và vị trẻ tuổi nhất là Tổng Giám mục Giuse Ngô Quang Kiệt. Vị mới về hưu gần đây nhất là Tổng giám mục Giuse Nguyễn Chí Linh (ngày 24 tháng 5 năm 2025).
| STT | Tên Giám mục                  | Khẩu hiệu                      | Chức vụ Giáo phận | Ngày sinh và tuổi | Nguồn |
| --- | ----------------------------- | ------------------------------ | --- | ----------------- | ----- |
| 01  | Gioan Baotixita Phạm Minh Mẫn | Như Thầy yêu thương            | Hồng y - nguyên TGM Tổng giáo phận Thành phố Hồ Chí Minh Nguyên giám mục Phó Giáo phận Mỹ Tho                                                                             | 5 tháng 3, 1934   |       |
| 02  | Phêrô Trần Đình Tứ            | Yêu rồi làm                    | Nguyên giám mục Giáo phận Phú Cường | 2 tháng 3, 1937   |       |
| 03  | Phêrô Nguyễn Văn Nhơn         | Ngài phải lớn lên              | Hồng y nguyên TGM Tổng giáo phận Hà Nội Nguyên GM chính tòa Giáo phận Đà Lạt                                                                                              | 1 tháng 4, 1938   |       |
| 04  | Micae Hoàng Đức Oanh          | Cha chúng con                  | Nguyên GM chính tòa Giáo phận Kon Tum | 23 tháng 10, 1938 |       |
| 05  | Đa Minh Nguyễn Chu Trinh      | Tất cả vì tình yêu Đức Kitô    | Nguyên GM chính tòa Giáo phận Xuân Lộc | 20 tháng 3, 1940  |       |
| 06  | Phanxicô Xaviê Lê Văn Hồng    | Như một người phục vụ          | Nguyên Tổng giám mục Tổng giáo phận Huế | 30 tháng 6, 1940  |       |
| 07  | Tôma Nguyễn Văn Trâm          | Hiền lành và khiêm nhượng      | Nguyên GM chính tòa Giáo phận Bà Rịa Nguyên GM Phụ tá Giáo phận Xuân Lộc                                                                                                  | 9 tháng 1, 1942   |       |
| 08  | Giuse Nguyễn Văn Yến          | Vâng Lời và Bình An            | Nguyên GM chính tòa Giáo phận Phát Diệm | 26 tháng 12, 1942 |       |
| 09  | Gioan Maria Vũ Tất            | Sự thật trong yêu thương       | Nguyên GM chính tòa Giáo phận Hưng Hóa | 10 tháng 3, 1944  |       |
| 10  | Giuse Võ Đức Minh             | Ngài đã yêu thương họ đến cùng | Nguyên GM chính tòa Giáo phận Nha Trang | 10 tháng 9, 1944  |       |
| 11  | Antôn Vũ Huy Chương           | Xin vâng                       | Nguyên GM chính tòa Giáo phận Đà Lạt Nguyên GM chính tòa Giáo phận Hưng Hóa                                                                                               | 19 tháng 9, 1944  |       |
| 12  | Phaolô Nguyễn Thái Hợp        | Sự thật và Tình yêu            | Nguyên GM chính tòa Giáo phận Hà Tĩnh Nguyên GM chính tòa Giáo phận Vinh                                                                                                  | 2 tháng 2, 1945   |       |
| 13  | Giuse Đinh Đức Đạo            | Này là Mình Thầy               | Nguyên GM chính tòa Giáo phận Xuân Lộc | 2 tháng 3, 1945   |       |
| 14  | Phêrô Nguyễn Văn Đệ           | Xin cho tôi các linh hồn       | Nguyên GM chính tòa Giáo phận Thái Bình Nguyên GM Phụ tá Giáo phận Bùi Chu                                                                                                | 15 tháng 1, 1946  |       |
| 15  | Cosma Hoàng Văn Đạt           | Tình thương và sự sống         | Nguyên GM chính tòa Giáo phận Bắc Ninh | 20 tháng 7, 1947  |       |
| 16  | Phêrô Nguyễn Văn Tốt          | Hãy đi rao giảng cho muôn dân  | Nguyên TGM Sứ thần Tòa Thánh Sri Lanka Nguyên TGM Sứ thần Tòa Thánh Costa Rica Nguyên TGM Sứ thần Tòa Thánh Cộng hòa Trung Phi Nguyên TGM Sứ thần Tòa Thánh Togo và Bénin | 15 tháng 4, 1949  |       |
| 17  | Giuse Nguyễn Chí Linh         | Xin cho họ nên một             | Nguyên TGM Tổng giáo phận Huế Nguyên GM chính tòa Giáo phận Thanh Hóa | 22 tháng 11, 1949 |       |
| 18  | Stêphanô Tri Bửu Thiên        | Đến với muôn dân               | Nguyên GM chính tòa Giáo phận Cần Thơ | 15 tháng 2, 1950  |       |
| 19  | Giuse Ngô Quang Kiệt          | Chạnh lòng thương              | Nguyên TGM Tổng giáo phận Hà Nội Nguyên GM chính tòa Giáo phận Lạng Sơn và Cao Bằng                                                                                       | 4 tháng 9, 1952   |       |